# 蔚山科學技術院
蔚山科学技术院，简称UNIST（韩语：울산과학기술원），是韩国四所致力于科技研究的公立大学之一，另外三所分别是韩国科学技术院、光州科学技术院和大邱庆北科学技术院。UNIST成立于2007年，以响应韩国工业之都蔚山广域市 对高等教育不断增长的需求，这里拥有世界知名的汽车、造船业、石化能源和二次电池产业集群。

## 历史
拥有超过110万居民的蔚山是韩国的工业强市，人均GDP在全国最高，但在市内只有一所大学蔚山大学。前总统卢武铉将在蔚山建立国立大学作为其竞选纲领的一部分，并在他担任总统三年后开始就大学进行讨论，同时建设一个新的高速铁路站蔚山站，服务该市。
UNIST是根据蔚山市人民和市政府的要求于2007年通过的UNIST法案成立的。2009年，UNIST敞开大门迎接第一批本科生。
2015年3月，国民议会通过了一项新法案，承认UNIST是韩国四个国家资助的研究机构之一。除了将学校的韩文名称从蔚山科学技术大学 (울산과학기술대) 更改为蔚山科学技术院 (울산과학기술원) 外，该法案的通过还意味着一系列新的额外变化和国家政府带来的好处，包括但不限于更加重视研究生教育和免除其博士生的替代兵役考试。